# Sleepy Buildings
Sleepy Buildings is een livealbum van de Nederlandse rockband The Gathering, uitgebracht in 2004.

## Geschiedenis
Het livealbum heeft als ondertitel A Semi Acoustic Evening, en alle nummers zijn voor deze gelegenheid herschreven van vrij harde rock en metal naar rustige sfeervolle muziek. Het is opgenomen tijdens twee concerten in het LUX-theater in Nijmegen.
De band was contractueel verplicht nog een album af te leveren voor Century Media, maar wilde dat eigenlijk niet vanwege artistieke meningsverschillen. Ze zijn toen overeengekomen dat in plaats van een studioalbum dit livealbum uitgebracht werd, wat toch duidelijk wat toevoegt aan het repertoire van de band.
Het titelnummer was niet eerder verschenen.

## Nummers
1. Locked Away
2. Saturnine
3. Amity
4. The Mirror Waters (v. 2003)
5. Red Is A Slow Colour
6. Sleepy Buildings
7. Travel
8. Shrink
9. In Motion #2
10. Stonegarden (v. 2003)
11. My Electricity
12. Eléanor
13. Marooned
14. Like Fountains (v. 2003)

## Bezetting
- Anneke van Giersbergen
- René Rutten
- Frank Boeijen
- Hans Rutten
- Hugo Prinsen Geerligs